# 4-Stunden-Rennen von Mugello 2024

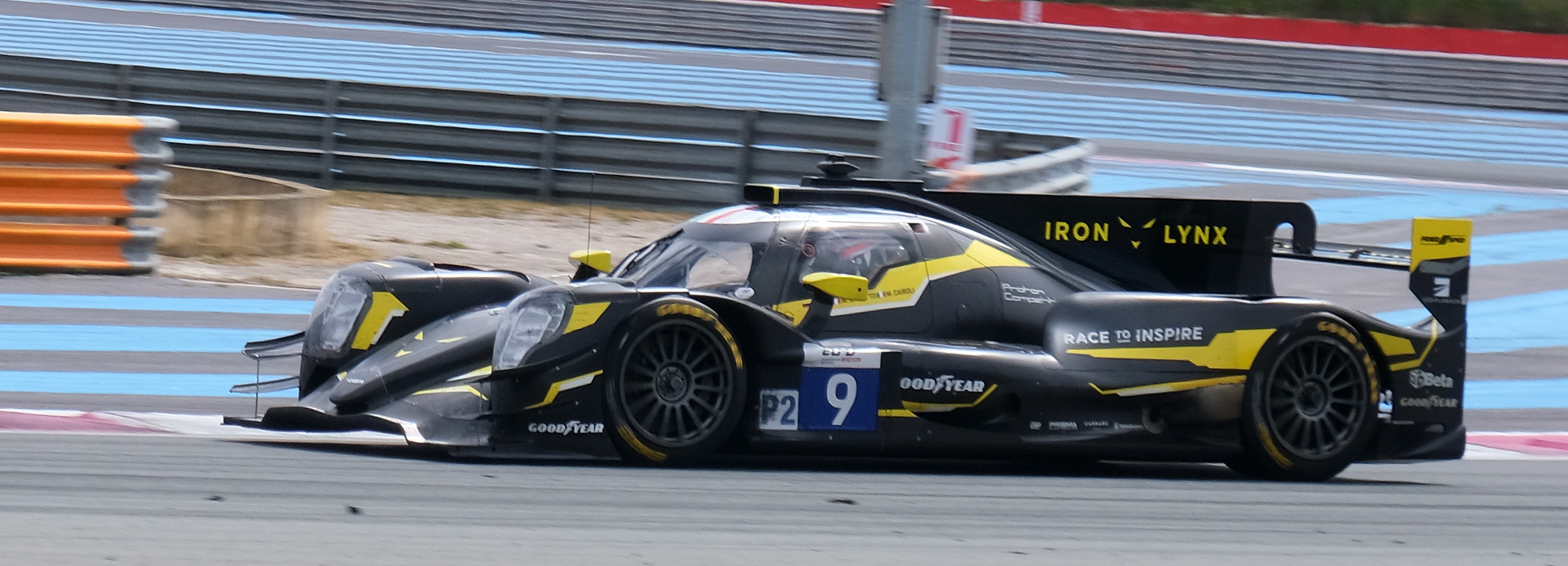
Proton Competition-Oreca 07, Siegerwagen von Jonas Ried, Macéo Capietto und Matteo Cairoli; hier beim 4-Stunden-Rennen von Le Castellet 2024

Das 4-Stunden-Rennen von Mugello 2024, auch 4 Hours of Mugello 2024, fand am 29. September auf dem Autodromo Internazionale del Mugello statt und war der fünfte Wertungslauf der European Le Mans Series dieses Jahres.

## Das Rennen
Ein schwerer Unfall während des Langstreckenrennens in Mugello verlief glimpflich. Auf der Start-und-Ziel-Geraden versuchte Rahel Frey im Porsche 911 GT3 R LMGT3 den vor ihr fahrenden Claudio Schiavoni, der ebenfalls einen Porsche fuhr, zu überholen. Schiavoni wollte der schnelleren Markenkollegin Platz machen und zog nach links, wo auch Frey hinfuhr. Es kam zur Berührung. Die Folge des Missverständnisses war ein heftiger Einschlag des Schiavoni-Porsches in den Leitplanken, wodurch der Wagen völlig zerstört wurde. Der Fahrer blieb unverletzt und Rahel Frey erhielt für die Aktion eine 30-Sekunden-Stop-and-go-Strafe.
Das Rennen endete mit dem ersten ELMS-Rennsieg des Trios Jonas Ried (der Sohn von Proton-Competition-Eigentümer Christian Ried),  Macéo Capietto und Matteo Cairoli im Proton-Oreca 07.

## Ergebnisse

### Schlussklassement
| 1           | LMP2        | 9  | Proton Competition        | Jonas Ried Macéo Capietto Matteo Cairoli                | Oreca 07                       | 114 |
| 2           | LMP2        | 25 | Algarve Pro Racing        | Matthias Kaiser Olli Caldwell Alex Lynn                 | Oreca 07                       | 114 |
| 3           | LMP2        | 34 | Inter Europol Competition | Oliver Gray Clément Novalak Luca Ghiotto                | Oreca 07                       | 114 |
| 4           | LMP2        | 65 | Panis Racing              | Manuel Maldonado Charles Milesi Arthur Leclerc          | Oreca 07                       | 114 |
| 5           | LMP2        | 14 | AO by TF Sport            | Jonny Edgar Louis Delétraz Robert Kubica                | Oreca 07                       | 114 |
| 6           | LMP2        | 23 | United Autosports         | Bijoy Garg Fabio Scherer Paul di Resta                  | Oreca 07                       | 114 |
| 7           | LMP2        | 43 | Inter Europol Competition | Sebastián Álvarez Vladislav Lomko Tom Dillmann          | Oreca 07                       | 114 |
| 8           | LMP2 Pro/Am | 29 | Richard Mille by TDS      | Rodrigo Sales Mathias Beche Grégoire Saucy              | Oreca 07                       | 114 |
| 9           | LMP2        | 30 | Duqueine Team             | Niels Koolen Jean-Baptiste Simmenauer James Allen       | Oreca 07                       | 114 |
| 10          | LMP2 Pro/Am | 20 | Algarve Pro Racing        | Kriton Lentoudis Richard Bradley Alex Quinn             | Oreca 07                       | 114 |
| 11          | LMP2 Pro/Am | 77 | Proton Competition        | Giorgio Roda Bent Viscaal René Binder                   | Oreca 07                       | 114 |
| 12          | LMP2 Pro/Am | 21 | United Autosports         | Daniel Schneider Andrew Meyrick Oliver Jarvis           | Oreca 07                       | 114 |
| 13          | LMP2        | 37 | Cool Racing               | Lorenzo Fluxá Malthe Jakobsen Ritomo Miyata             | Oreca 07                       | 114 |
| 14          | LMP2 Pro/Am | 24 | Nielsen Racing            | John Falb Colin Noble Nick Yelloly                      | Oreca 07                       | 114 |
| 15          | LMP2 Pro/Am | 19 | Team Virage               | Georgios Kolovos Raphaël Narac Tristan Vautier          | Oreca 07                       | 114 |
| 16          | LMP2        | 27 | Nielsen Racing            | Benjamin Pedersen Will Stevens                          | Oreca 07                       | 114 |
| 17          | LMP2        | 22 | United Autosports         | Filip Ugran Marino Satō Ben Hanley                      | Oreca 07                       | 114 |
| 18          | LMP2 Pro/Am | 83 | AF Corse                  | François Perrodo Matthieu Vaxivière Alessio Rovera      | Oreca 07                       | 113 |
| 19          | LMP2        | 10 | Vector Sport              | Ryan Cullen Stéphane Richelmi Patrick Pilet             | Oreca 07                       | 110 |
| 20          | LMP3        | 8  | Team Virage               | Julien Gerbi Bernardo Pinheiro Gillian Henrion          | Ligier JS P320                 | 110 |
| 21          | LMP3        | 15 | RLR M Sport               | Michael Jensen Nick Adcock Gaël Julien                  | Ligier JS P320                 | 110 |
| 22          | LMP3        | 88 | Inter Europol Competition | Alexander Bukhantsov Kai Askey Pedro Perino             | Ligier JS P320                 | 109 |
| 23          | LMP3        | 31 | Racing Spirit of Léman    | Jacques Wolff Jean-Ludovic Foubert Antoine Doquin       | Ligier JS P320                 | 109 |
| 24          | LMP3        | 35 | Ultimate                  | Louis Rossi Jean-Baptiste Lahaye Matthieu Lahaye        | Ligier JS P320                 | 109 |
| 25          | LMP3        | 12 | WTM by Rinaldi Racing     | Torsten Kratz Leonard Weiss Óscar Tunjo                 | Duqueine M30 - D08             | 109 |
| 26          | LMP3        | 11 | EuroInternational         | Matthew Richard Bell Adam Ali                           | Ligier JS P320                 | 109 |
| 27          | LMP3        | 5  | RLR M Sport               | James Dayson Daniel Ali Bailey Voisin                   | Ligier JS P320                 | 108 |
| 28          | LMGT3       | 57 | Kessel Racing             | Takeshi Kimura Esteban Masson Daniel Serra              | Ferrari 296 LMGT3              | 107 |
| 29          | LMGT3       | 97 | Grid Motorsport by TF     | Martin Berry Lorcan Hanafin Jonny Adam                  | Aston Martin Vantage AMR LMGT3 | 107 |
| 30          | LMGT3       | 50 | Formula Racing            | Johnny Laursen Conrad Laursen Nicklas Nielsen           | Ferrari 296 LMGT3              | 107 |
| 31          | LMGT3       | 51 | AF Corse                  | Charles-Henri Samani Emmanuel Collard Nicolás Varrone   | Ferrari 296 LMGT3              | 107 |
| 32          | LMGT3       | 59 | Racing Spirit of Léman    | Derek DeBoer Casper Stevenson Valentin Hasse-Clot       | Aston Martin Vantage AMR LMGT3 | 107 |
| 33          | LMGT3       | 66 | JMW Motorsport            | Jason Hart Ben Tuck Scott Noble                         | Ferrari 296 LMGT3              | 107 |
| 34          | LMGT3       | 85 | Iron Dames                | Sarah Bovy Rahel Frey Michelle Gatting                  | Porsche 911 GT3 R LMGT3        | 25  |
| 35          | LMGT3       | 86 | GR Racing                 | Mike Wainwright Riccardo Pera Davide Rigon              | Ferrari 296 LMGT3              | 106 |
| 36          | LMGT3       | 63 | Iron Lynx                 | Hiroshi Hamaguchi Axcil Jefferies Andrea Caldarelli     | Lamborghini Huracan LMGT3 Evo2 | 105 |
| 37          | LMP2        | 47 | Cool Racing               | Carl Wattana Bennett Ferdinand Habsburg Frederik Vesti  | Oreca 07                       | 85  |
| Ausgefallen |             |    |                           |                                                         |                                |     |
| 38          | LMP3        | 4  | DKR Engineering           | Alexander Mattschull Wyatt Brichacek Guilherme Oliveira | Duqueine M30 - D08             | 69  |
| 39          | LMP3        | 17 | Cool Racing               | Miguel Cristóvão Cédric Oltramare Manuel Espírito Santo | Ligier JS P320                 | 68  |
| 40          | LMGT3       | 60 | Proton Competition        | Claudio Schiavoni Matteo Cressoni Julien Andlauer       | Porsche 911 GT3 R LMGT3        | 60  |
| 41          | LMP2        | 28 | IDEC Sport                | Nico Pino Reshad de Gerus Job van Uitert                | Oreca 07                       | 50  |
| 42          | LMGT3       | 55 | Spirit of Race            | Duncan Cameron David Perel Matt Griffin                 | Ferrari 296 LMGT3              | 46  |
| 43          | LMP2 Pro/Am | 3  | DKR Engineering           | Andres Latorre Canon Cem Bölükbaşı Laurents Hörr        | Oreca 07                       | 6   |

### Nur in der Meldeliste
Zu diesem Rennen sind keine weiteren Meldungen bekannt.

### Klassensieger
| Klasse      | Fahrer         | Fahrer            | Fahrer          | Fahrzeug          | Platzierung im Gesamtklassement |
| ----------- | -------------- | ----------------- | --------------- | ----------------- | ------------------------------- |
| LMP2        | Jonas Ried     | Macéo Capietto    | Matteo Cairoli  | Oreca 07          | Gesamtsieg                      |
| LMP2 Pro/Am | Rodrigo Sales  | Mathias Beche     | Grégoire Saucy  | Oreca 07          | Rang 8                          |
| LMP3        | Julien Gerbi   | Bernardo Pinheiro | Gillian Henrion | Ligier JS P320    | Rang 20                         |
| LMGT3       | Takeshi Kimura | Esteban Masson    | Daniel Serra    | Ferrari 296 LMGT3 | Rang 28                         |

### Renndaten
- Gemeldet: 43
- Gestartet: 43
- Gewertet: 37
- Rennklassen: 4
- Zuschauer: 13.200
- Wetter am Renntag: warm und trocken
- Streckenlänge: 5,245 km
- Fahrzeit des Siegerteams: 4:20:02,008 Stunden
- Gesamtrunden des Siegerteams: 114
- Gesamtdistanz des Siegerteams: 597,930 km
- Siegerschnitt: 137,966 km/h
- Pole Position: Matteo Cairoli – Oreca 07 (#9) – 1:32,829 = 203,406 km/h
- Schnellste Rennrunde: Charles Milesi – Oreca 07 (#65) – 1:34,882 = 199,000 km/h
- Rennserie: 5. Lauf zur European Le Mans Series 2024